# Derek Clayton
Derek Clayton (* 17. November 1942 in Lancashire, England) ist ein ehemaliger australischer Langstreckenläufer.

## Karriere
Clayton war der erste Sportler, der im Marathonlauf unter 2 Stunden und 10 Minuten blieb, als er am 3. Dezember 1967 beim Fukuoka-Marathon den Weltrekord um über zwei Minuten auf 2:09:36,4 h verbesserte. Bei den Olympischen Spielen 1968 in der Höhe von Mexiko-Stadt wurde er in 2:27:23,8 h Siebter.
Am 30. Mai 1969 verbesserte er in Antwerpen die Weltbestzeit auf 2:08:33,6 h. Obwohl es Zweifel an der korrekten Länge der Strecke gibt (die Association of Road Racing Statisticians hält den Kurs für ca. 500 m zu kurz), führt die IAAF diese Zeit in ihrer aktuellen Liste der Weltbestzeiten auf. Bis 2009 zählte Clayton mit ihr zu den 200 schnellsten Marathonläufern der Geschichte. Bei den Olympischen Spielen 1972 in München belegte Clayton in 2:19:49,6 h Platz 13.
Claytons Weltbestzeit wurde erst 1981 von seinem Landsmann Robert de Castella unterboten. Clayton, der in England geboren ist und in Nordirland aufwuchs, ist 1,87 m groß und wog zu Wettkampfzeiten 72 kg.